# Kathedraal van Angoulême
De Kathedraal van Angoulême (Cathédrale Saint-Pierre d'Angoulême) is een rooms-ratholieke kerk in Angoulême, departement Charente, Frankrijk. De kathedraal is gebouwd in romaanse stijl en is de zetel van het bisdom Angoulême.

## Geschiedenis
Een eerste kerk werd gebouwd in de 4e eeuw op de plaats van een voor-christelijk heiligdom. Dit gebouw werd verwoest toen het stadje na de Slag bij Vouillé werd ingenomen door Clovis I (507). Een nieuwe kerk werd ingewijd in 560; deze werd ongeveer twee eeuwen later door de Noormannen in brand gestoken.

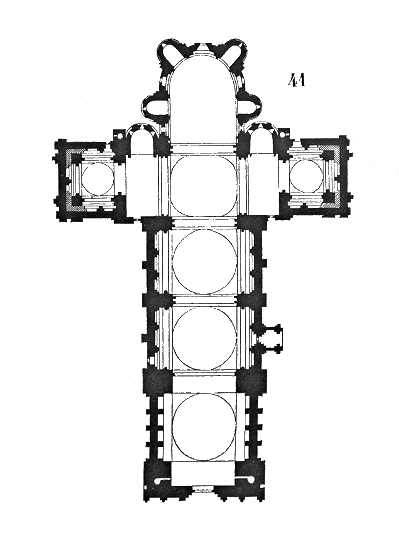
Plattegrond

De derde kathedraal werd gebouwd ten tijde van bisschop Grimoard, abt van Saint-Pierre de Brantôme. Deze kerk werd ingewijd in het jaar 1017. In het begin van de 12e eeuw echter begonnen de burgers het gebouw als te klein te zien, vergeleken met de rijkdom van het graafschap. De ontwerper van een vervangende kerk was bisschop Girard II, een van de belangrijkste Fransen van die tijd, een professor, pauselijk legaat en opmerkelijk kunstenaar. De bouw begon rond 1110 en duurde tot 1128.
In de daaropvolgende eeuwen vonden aanpassingen plaats. Een van de klokkentorens werd verwoest tijdens de Hugenotenoorlog in de 16e eeuw. Verdere veranderingen werden aangebracht tijdens de restauraties door Paul Abadie in de jaren 1866-1885, onder andere de toevoeging van twee torens met conische spitsen. Een wijziging waar Marcel Durliat, kenner van de romaanse architectuur in Frankrijk, negatief over oordeelde: „Paul Abadie heeft de westfaçade net zo respectloos behandeld als het interieur. Ongegeneerd heeft hij op de ene plaats bijgewerkt, op de andere iets toegevoegd, een hem onbekend middenportaal gereconstrueerd en het geheel door een niet-passende bekroning topzwaar gemaakt.“ Verder bleven de gevels wel grotendeels middeleeuws.

##### Wijzigingen aan de voorgevel, 19e eeuw

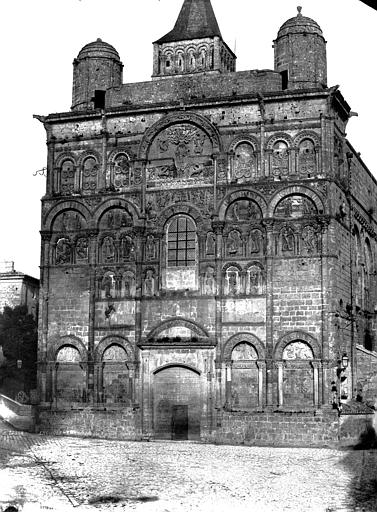
Voorgevel in 1851
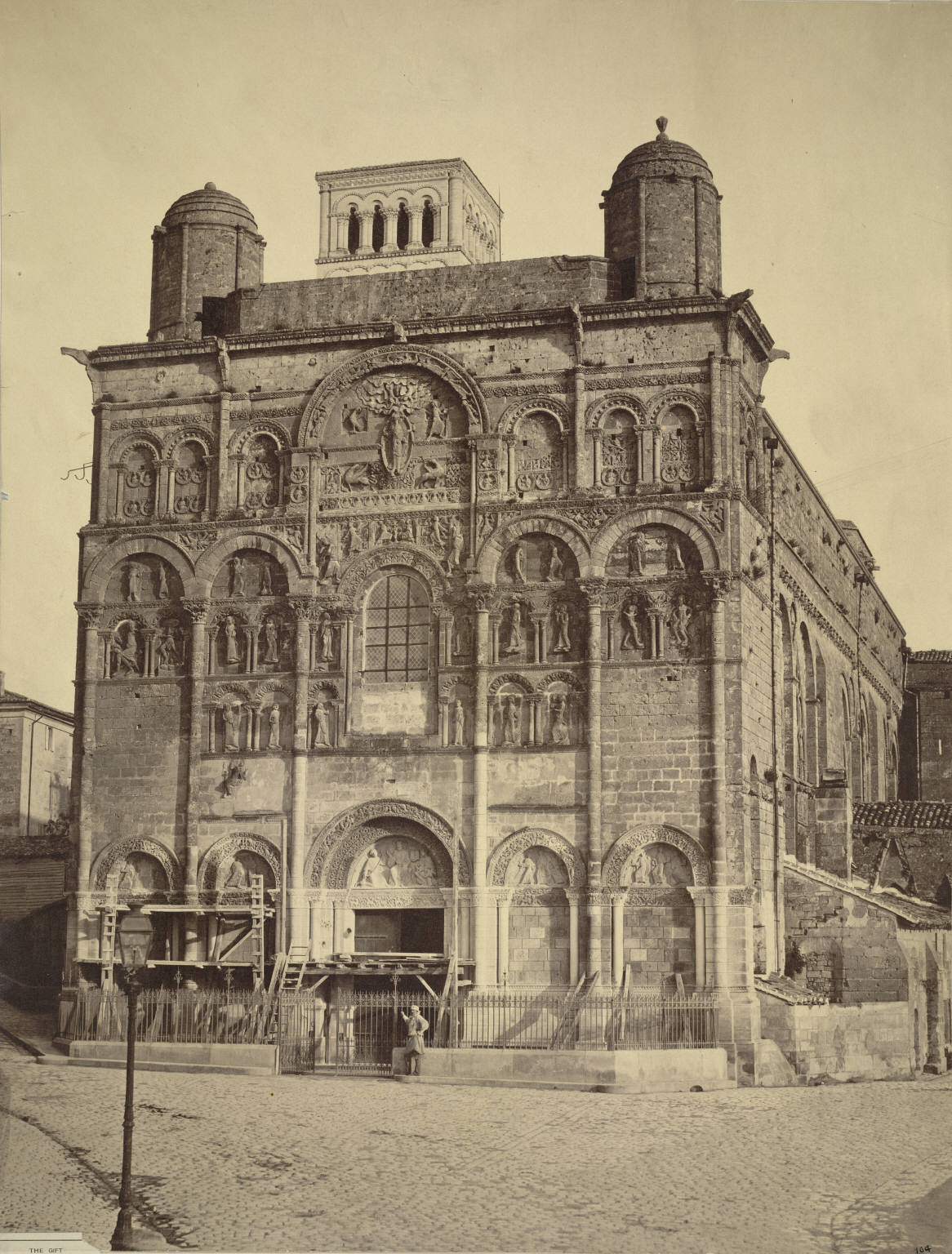
In 1856
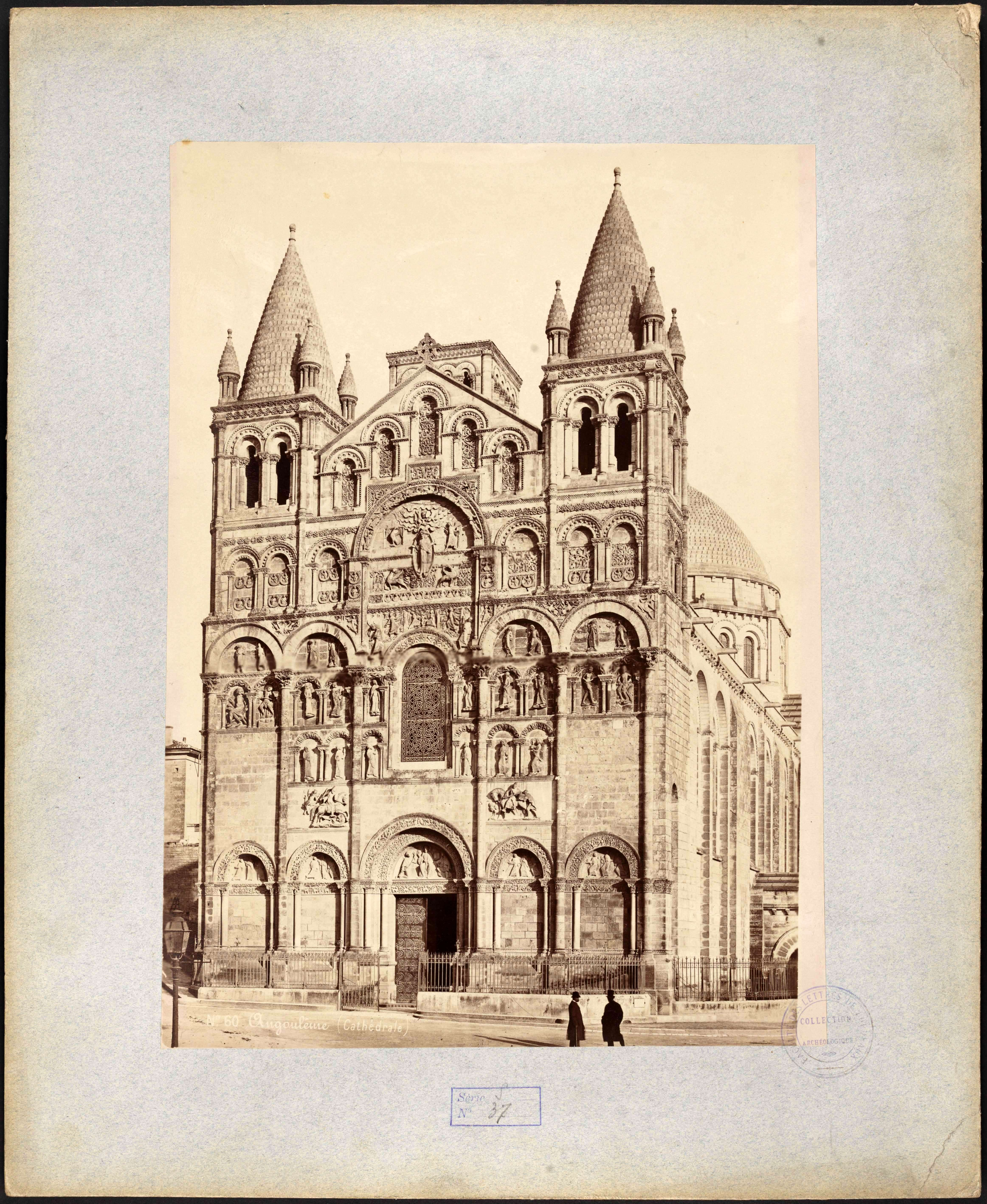
In 1883

## Architectuur
Tegen de gewoonte in werd de bouw begonnen met de westgevel. Deze is gedecoreerd met meer dan 70 sculpturen, ook voor West-Frankrijk ongewoon veel. In de beelden zijn voorstellingen van de hemelvaart van Jezus en het laatste oordeel te zien. Christus wordt afgebeeld in mandorlas, terwijl twee engelen de apostelen aanspreken. Alle gezichten zijn gewend tot de Verlosser; twee verdoemden zijn afgebeeld in de zij-arcaden als slachtoffers van Satan, en lijden onder hun straf.
De beeldhouwers hebben ook scènes uit het dagelijks leven weergegeven, zoals de jacht. De gewelfde velden boven de (schijn)zijportalen behoren daarentegen tot de originele romaanse uitvoering, ze vertegenwoordigen opnieuw de vergadering van de apostelen. De rijk versierde fries in de kapiteelzone eronder bevat een herhaaldelijk controversieel beoordeeld gevecht te paard, dat verwijst naar ofwel het Roelandslied, de kruistochten of in het algemeen naar de strijd tussen goed en kwaad.
Het eenbeukige schip is overdekt met drie koepels. Het transept is verhoudingsgewijs lang, met lantaarntorens aan het noord- en zuideinde. Hiervan is alleen de noordelijke nog over, de andere werd door Abadie verwijderd. De toren heeft een hoogte van 59 meter, bestaat uit zes verdiepingen en is op de onderste verdieping na een complete reconstructie uit de 19e eeuw.
Het koor is overdekt met een halve koepel en eindigt in een chevet met vier straalkapellen. De kruising is overdekt met een grotere koepel op een pendentief, deze verving de originele die was gesneuveld in de protestantse belegering van 1568.

## Afbeeldingen

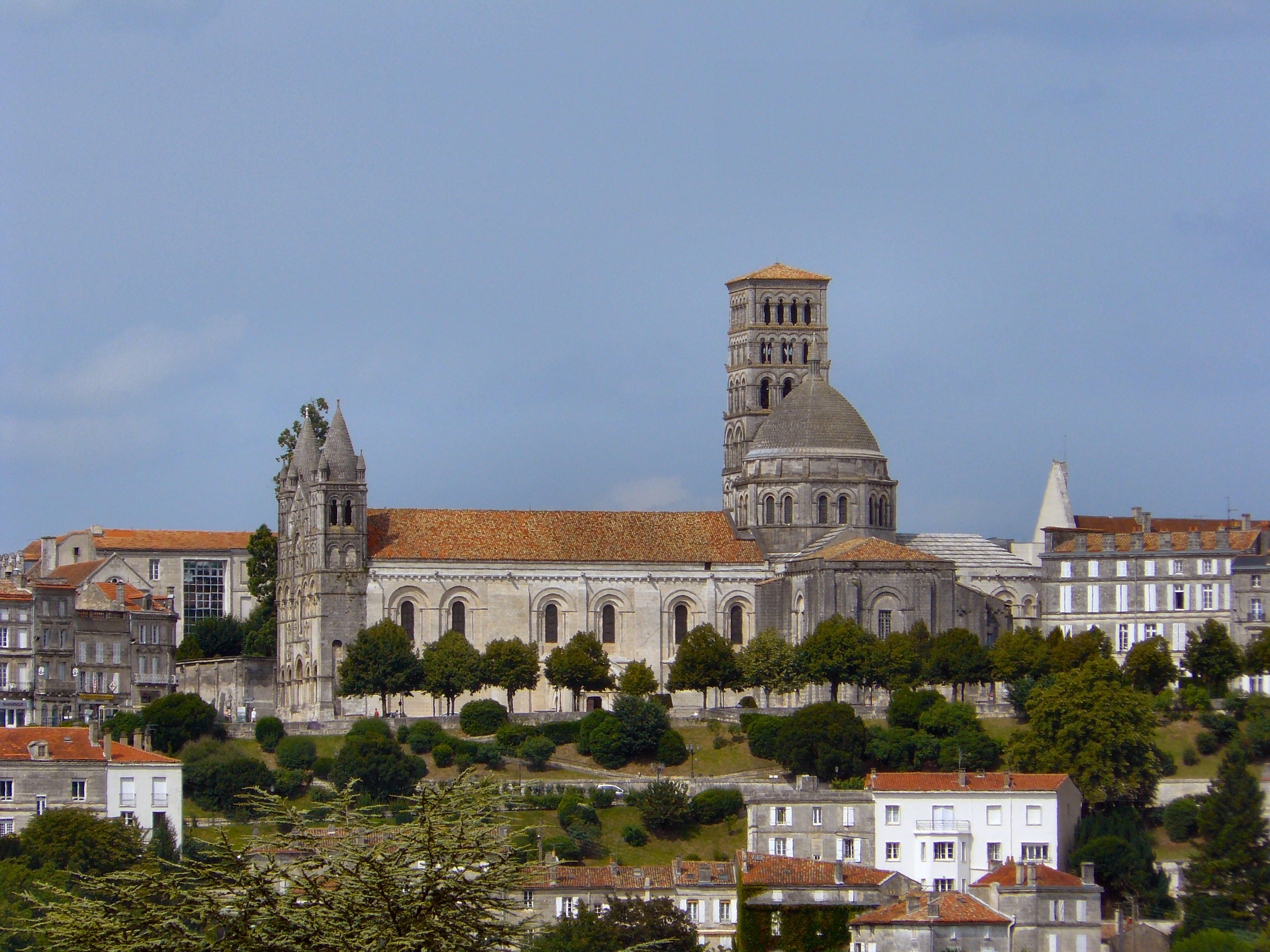
Totaalbeeld zuidzijde
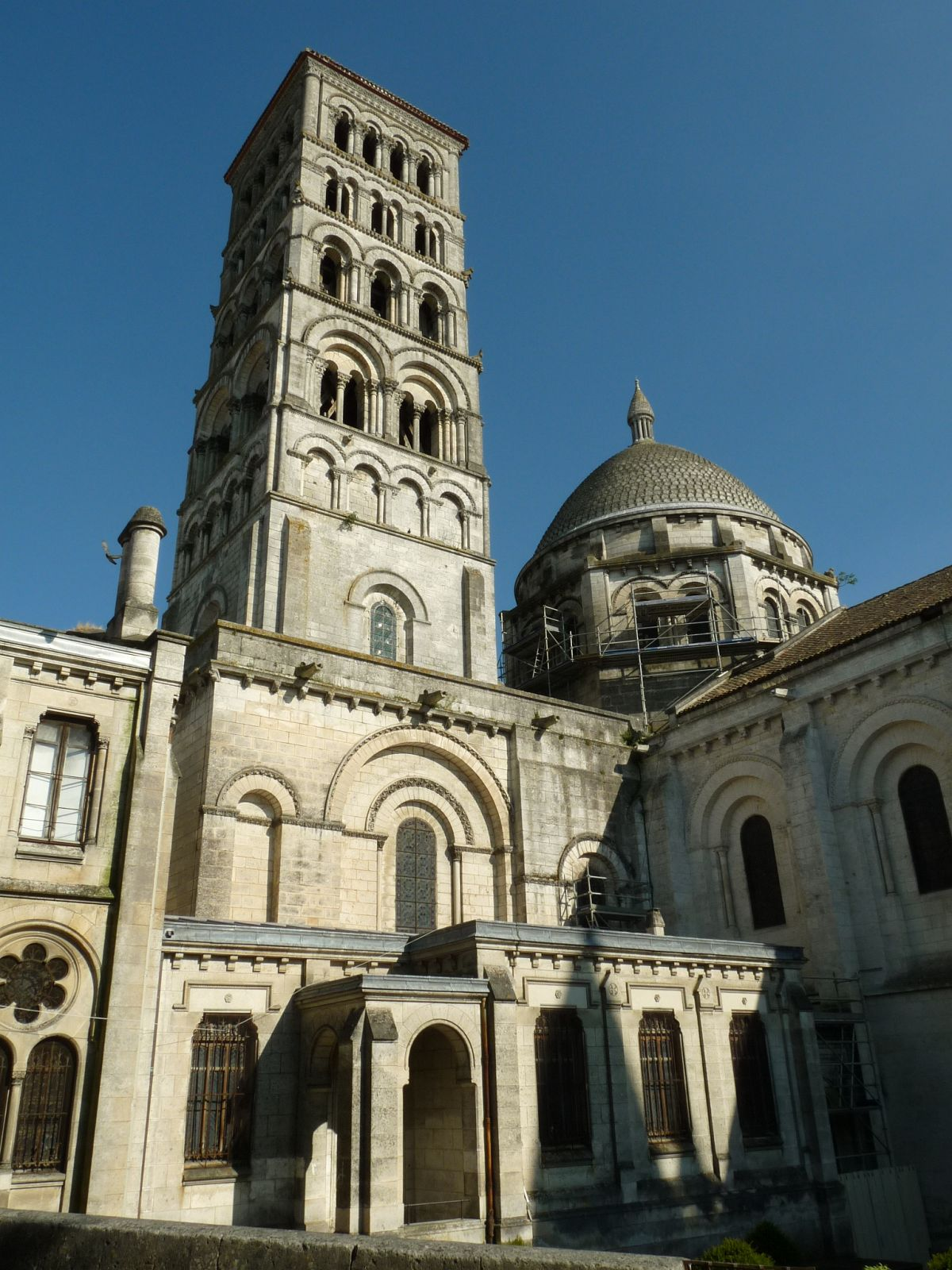
Klokkentoren en koepel
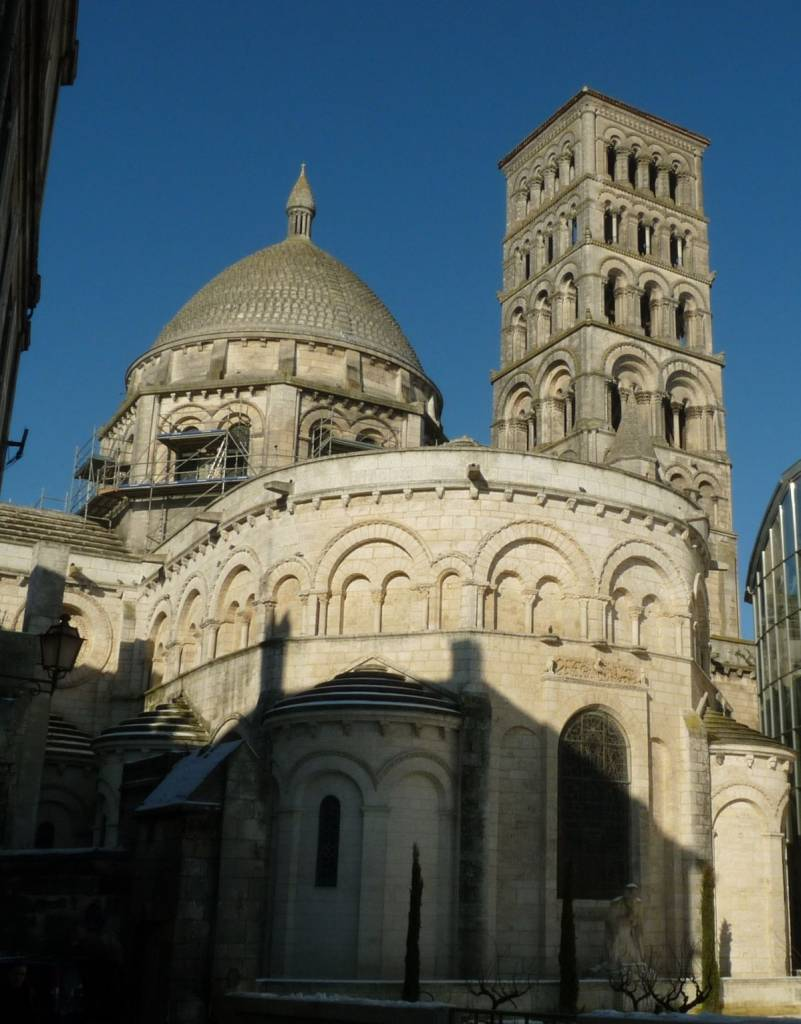
Achterzijde koor, chevet met straalkapellen
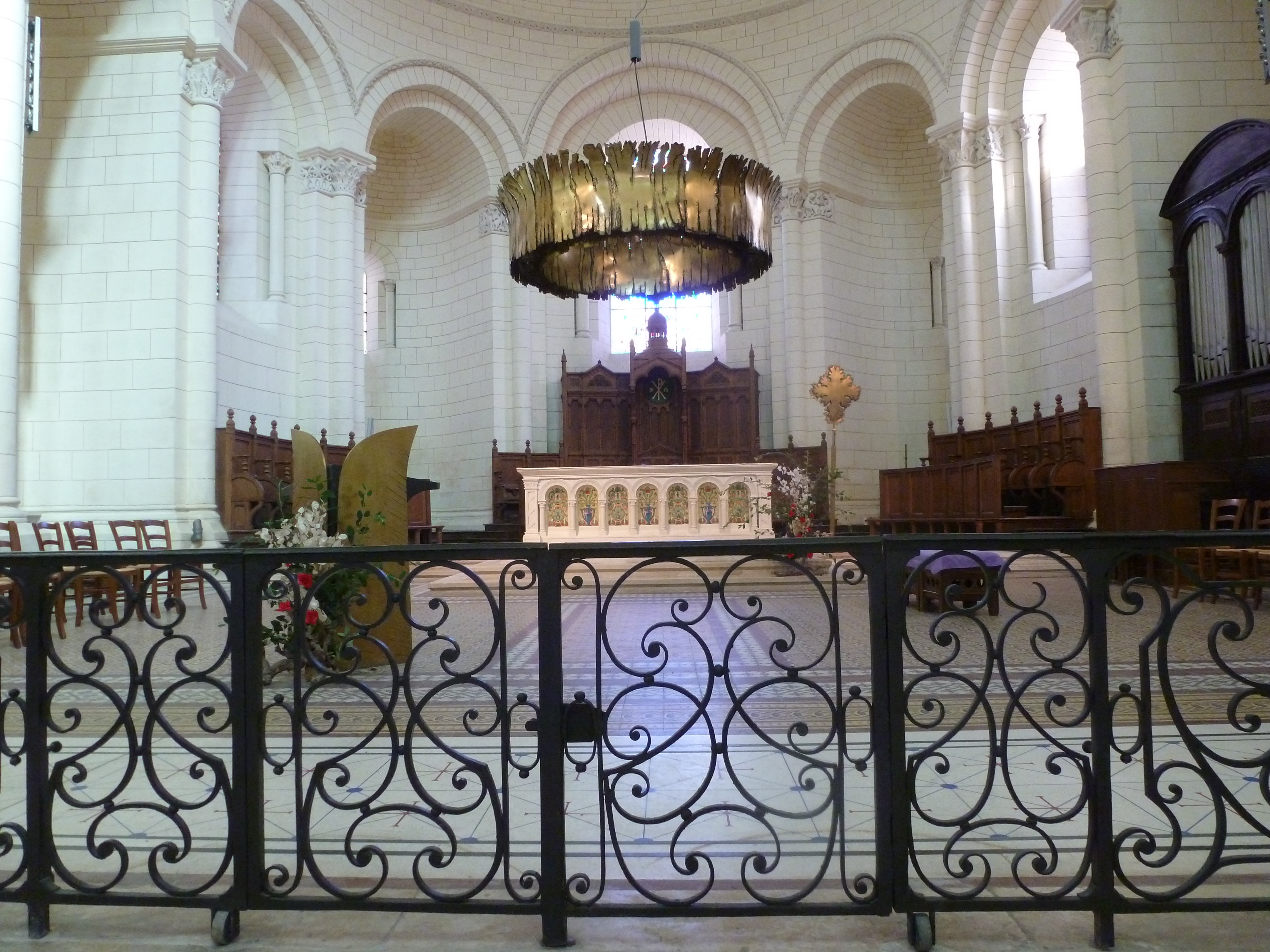
Koor met hoogaltaar
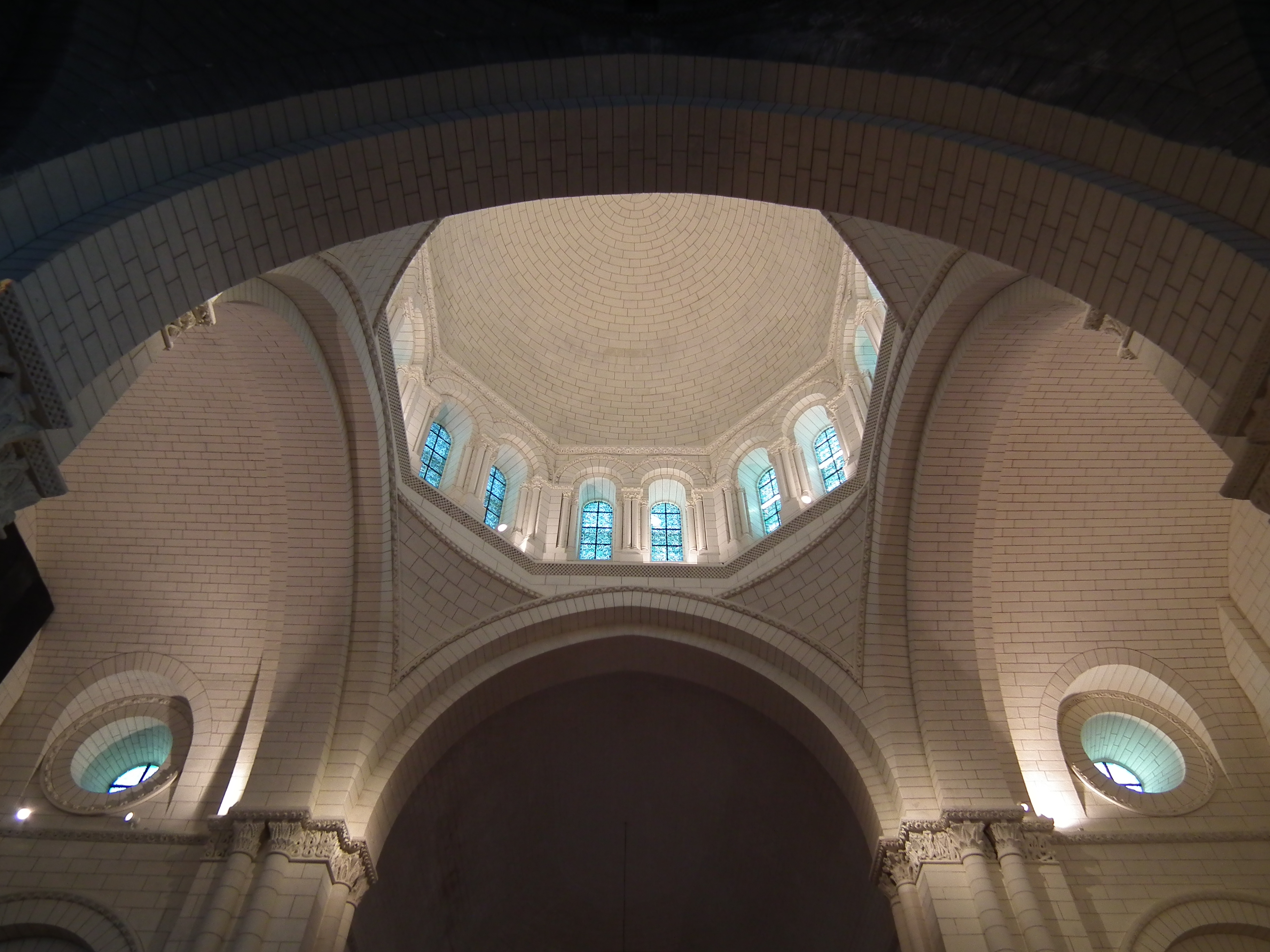
Koepel boven de kruising
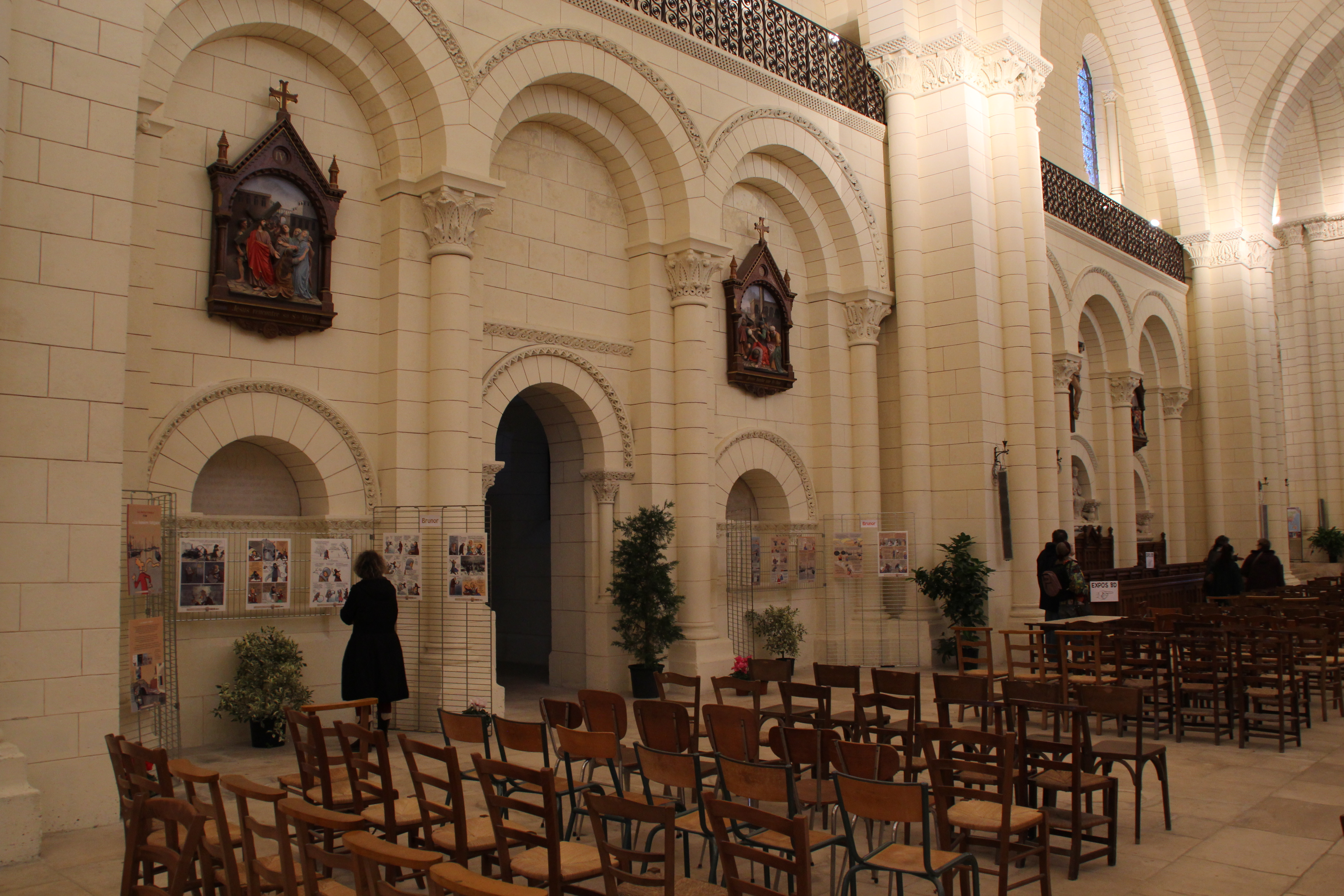
Middenschip
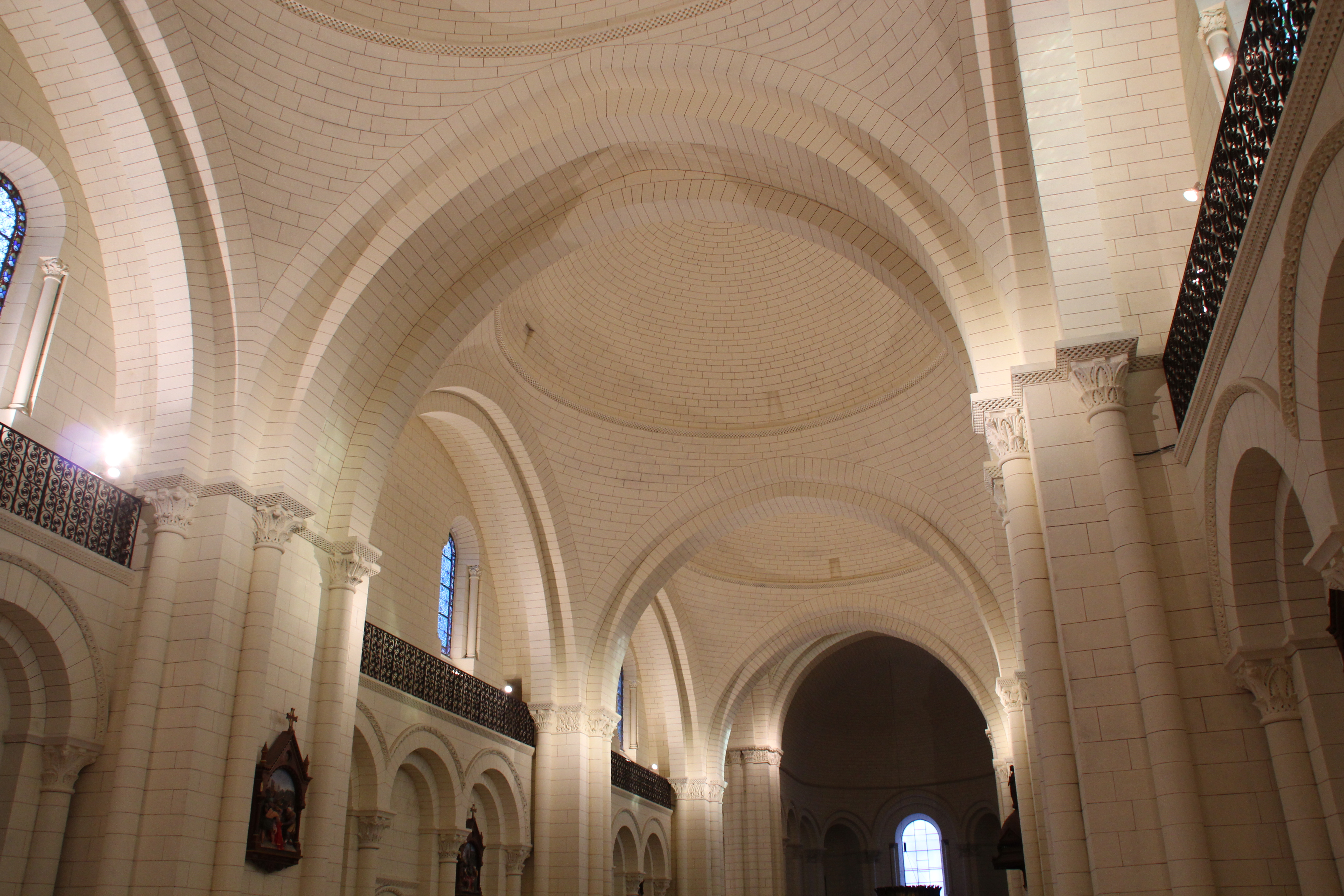
Koepelgewelven, linksboven de lichtbeuk
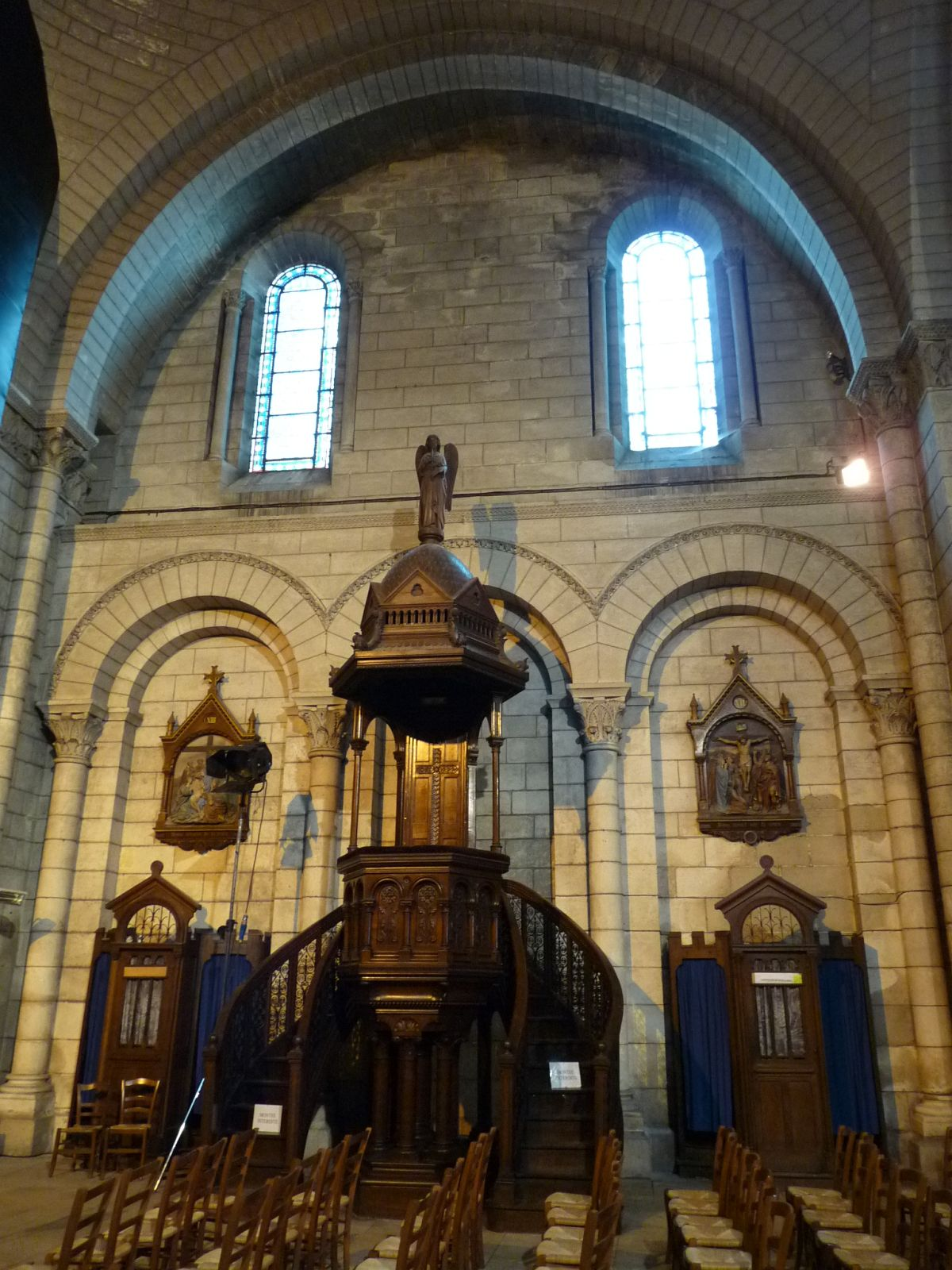
Preekstoel
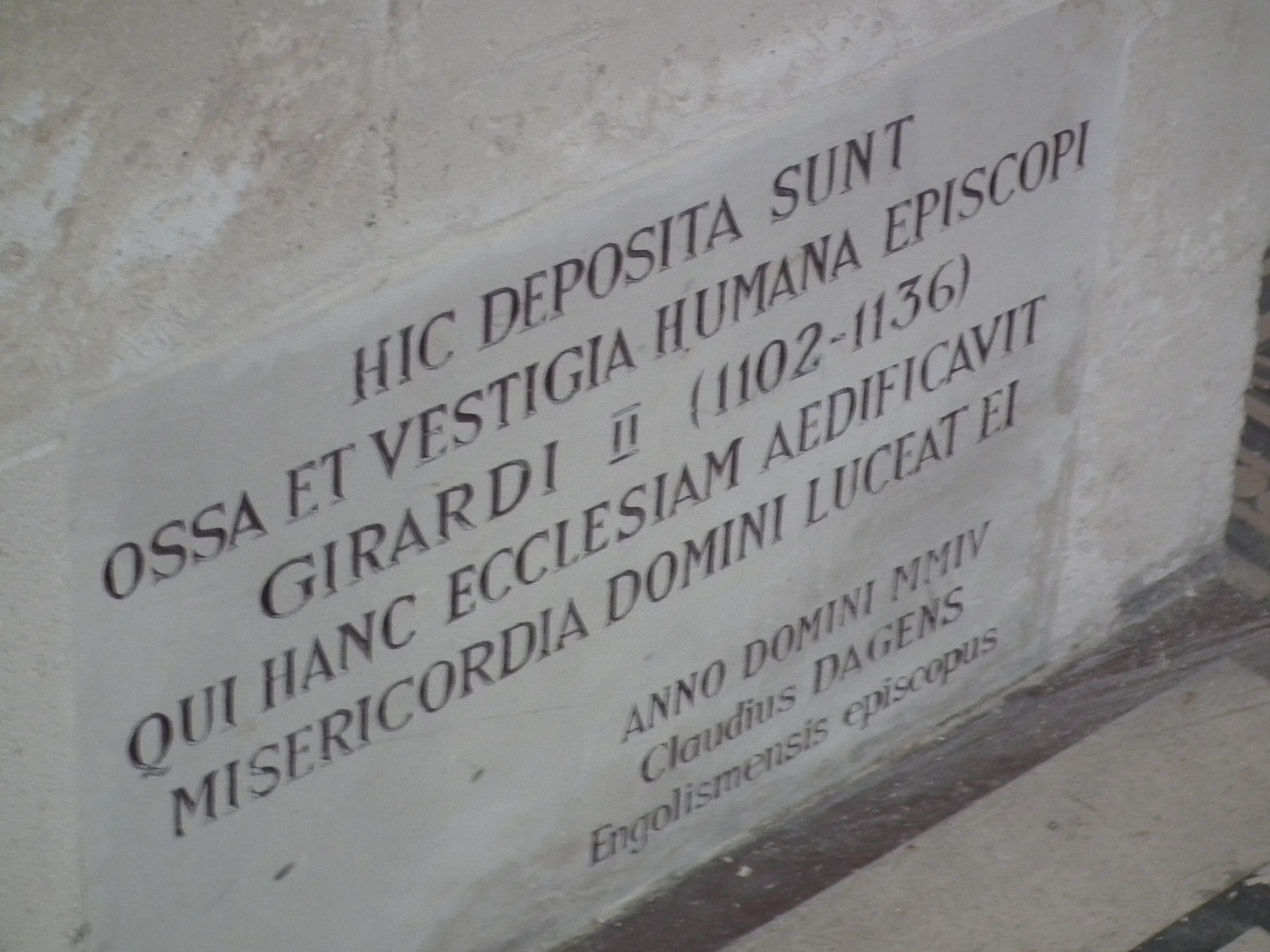
Tombe van Girard II, bisschop tijdens de aanvang van de bouw
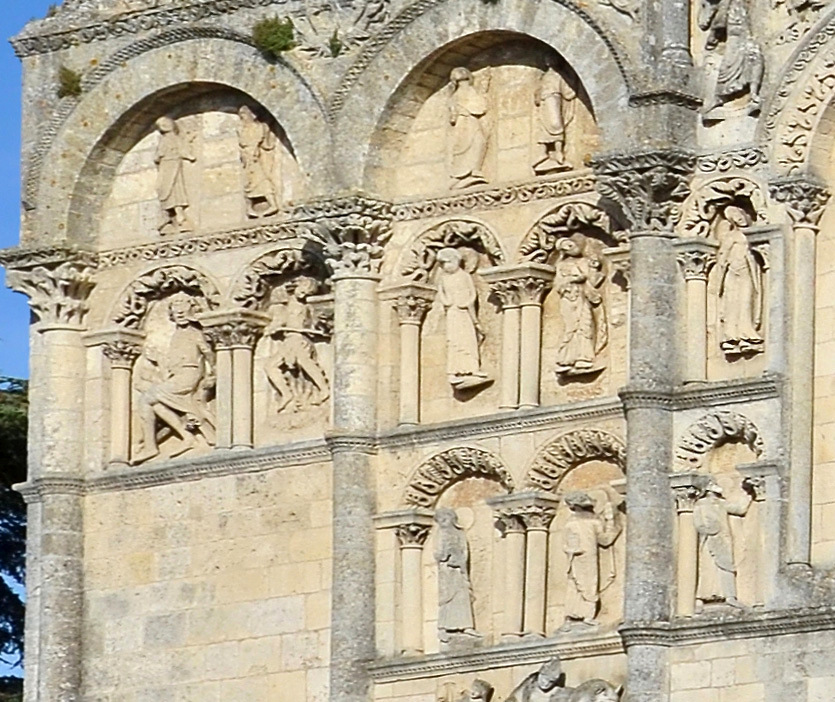
Noordelijk deel gevel: 2e, 3e en 4e etage
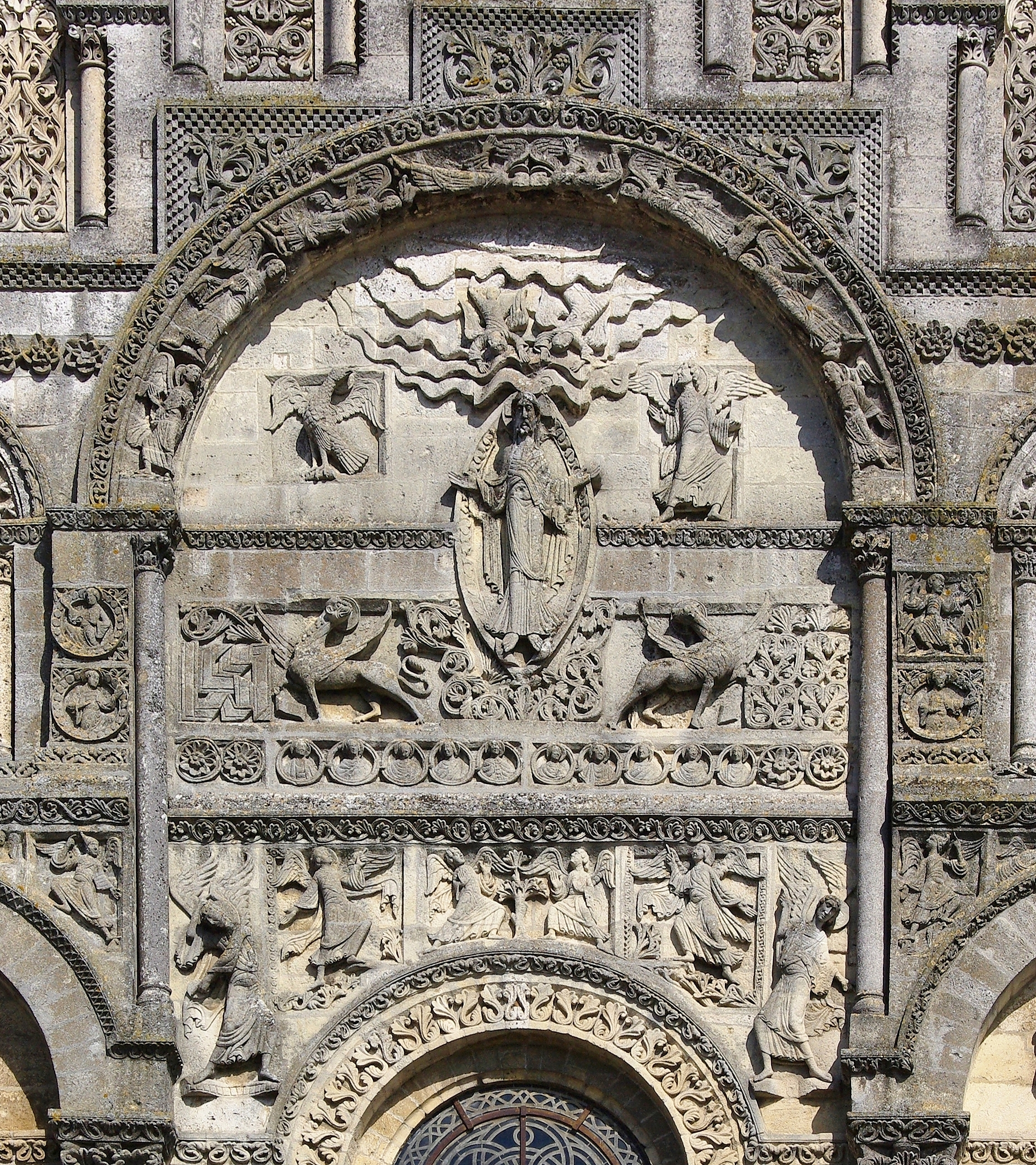
Centraal deel gevel: 3e en 4e etage
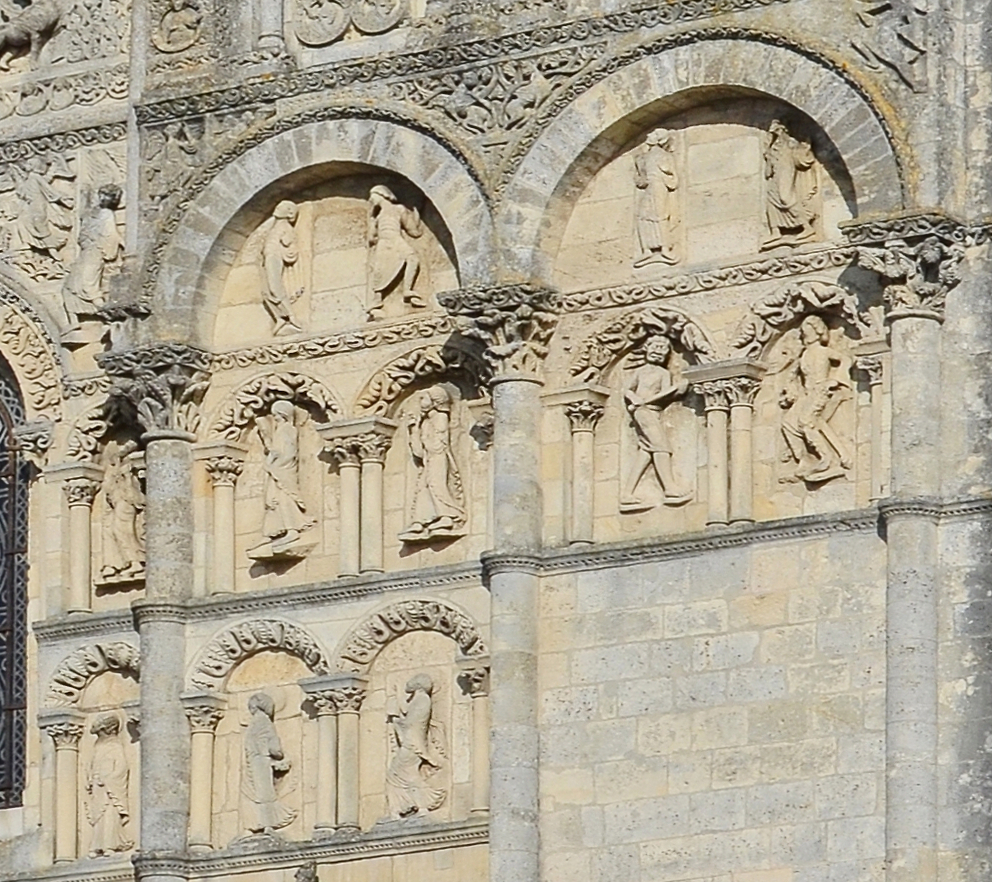
Zuidelijk deel gevel: 2e, 3e en 4e etage